# Palau nos Jogos Olímpicos de Verão de 2020
Palau competiu nos Jogos Olímpicos de Verão de 2020 em Tóquio. Originalmente programados para ocorrerem de 24 de julho a 9 de agosto de 2020, os Jogos foram adiados para 23 de julho a 8 de agosto de 2021, por causa da pandemia COVID-19. Foi a sexta participação consecutiva da nação nas Olimpíadas.

## Competidores
Abaixo está a lista do número de competidores nos Jogos.
| Esporte   | Masculino | Feminino | Total |
| --------- | --------- | -------- | ----- |
| Atletismo | 1         | 0        | 1     |
| Natação   | 1         | 1        | 2     |
| Total     | 2         | 1        | 3     |

## Atletismo
Palau recebeu uma vaga de Universalidade da IAAF para enviar um atleta às Olimpíadas.
- Nota– As posições para os eventos de pista são em relação à bateria do atleta
- Q = Qualificado para a próxima fase
- q = Qualificado para a próxima fase como o perdedor mais rápido ou, em eventos de campo, pela posição sem atingir o alvo para qualificação
- NR = Recorde nacional
- N/A = Fase não aplicável para o evento
- Bye = Atleta não precisou disputar aquela fase

Eventos de pista e estrada
| Atleta        | Evento          | Eliminatória | Eliminatória | Quartas-de-final | Quartas-de-final | Semifinal   | Semifinal   | Final       | Final       |
| Atleta        | Evento          | Resultado    | Posição      | Resultado        | Posição          | Resultado   | Posição     | Resultado   | Posição     |
| ------------- | --------------- | ------------ | ------------ | ---------------- | ---------------- | ----------- | ----------- | ----------- | ----------- |
| Adrian Ililau | 100 m masculino | 11.42 PB     | 8ª           | Não avançou      | Não avançou      | Não avançou | Não avançou | Não avançou | Não avançou |

## Natação
Palau recebeu um convite de Universalidade da FINA para enviar os dois nadadores melhor ranqueados (um por gênero) em seus respectivos eventos individuais para as Olimpíadas, baseado no Sistema de Pontos da FINA de 28 de junho de 2021.
| Atleta                  | Evento               | Eliminatórias | Eliminatórias | Semifinal   | Semifinal   | Final       | Final       |
| Atleta                  | Evento               | Tempo         | Posição       | Tempo       | Posição     | Tempo       | Posição     |
| ----------------------- | -------------------- | ------------- | ------------- | ----------- | ----------- | ----------- | ----------- |
| Shawn Dingilius-Wallace | 50 m livre masculino | 27.46         | 67ª           | Não avançou | Não avançou | Não avançou | Não avançou |
| Osisang Chilton         | 50 m livre feminino  | 30.67         | 73ª           | Não avançou | Não avançou | Não avançou | Não avançou |